# أراباهو
أراباهو (بالإنجليزية: Arapaho)‏ هي قبيلة من الهنود الحمر في أمريكا الشمالية من عرق ألغونكين، كانت مساكنهم في منطقة السهول العظمى وبالتحديد في السهول الشرقية لولايتي كولورادو وويومنغ، كانوا محاربين أشداء تحالفوا مع السيو وأمة الشايان ضد اليوتي. بحلول منتصف القرن التاسع عشر انقسم الأراباهو في قبيلتين: أراباهو الشمال وأراباهو الجنوب. تم نقل القسم الجنوبي في عام 1867 إلى المحميات غرب المحمية الهندية التي أصبحت الآن أوكلاهوما وباعوا محميتهم عام 1892 وأصبحوا مواطنين أمريكيين، بينما يعيش القسم الشمالي في غرب وايومنغ.